# Savage (video)
Savage – video album brytyjskiego duetu Eurythmics, wydany w 1988 roku na VHS i Laserdisc.

## Ogólne informacje
Jest to odpowiednik płyty pod tym samym tytułem. Decyzja aby stworzyć tego typu wydawnictwo wynikała z kilku przyczyn m.in. dlatego że zespół nie chciał promować płyty Savage trasą koncertową, ponieważ kilka miesięcy wcześniej zakończył ogólnoświatową Revenge Tour. Innym czynnikiem który wpłynął na projekt był zespół Blondie, którego Annie Lennox była wielką fanką. Blondie był pierwszym zespołem który w 1980 wydał video album, towarzyszący płycie Eat to the Beat.
Frontman duetu Dave Stewart wystąpił tylko w trzech klipach oraz w archiwalnych koncertowych nagraniach z czwartego, mimo że te klipy nie są związane z głównym motywem. Kolejność utworów na kasecie jest zmieniona, tworząc bardziej spójną koncepcję. Są one połączone ze sobą różnymi efektami przejściowymi, trwającymi od kilku do kilkunastu sekund.
Reżyserią większości teledysków zajęła się Sophie Muller, która już wcześniej współpracowała z zespołem. Jedynie „Shame” wyreżyserowali Steve Graham i Eric Scott, a „I’ve Got a Lover (Back in Japan)” Chester Dent i John Stewart. Klipy koncentrują się głównie na Annie Lennox, która jest przedstawiona jako gospodyni domowa mająca zaburzenia dysocjacyjne jak i ekstrawertyczna blond wamp. W 1992 Lennox wydała solowy album Diva do którego również nagrano video album ponownie w reżyserii Muller.

## Lista utworów
„Beethoven (I Love to Listen to)”
Pierwszy wideoklip na kasecie jak i utwór na płycie, rozpoczynający się kwestią Annie Lennox, recytującą drugą zwrotkę piosenki. Przedstawiona jest ona w nim jako gospodyni domowa, bardzo ceniąca porządek. Gotuje, sprząta czy szyje na drutach. Robi to wszystko bardzo nerwowo i obsesyjnie. W jej mieszkaniu widać dziewczynkę w mocnym makijażu, sukience w stylu Shirley Temple i w blond peruce. Obecny jest także transwestyta również w makijażu i w sukni wieczorowej. Gospodyni ich nie widzi, choć są tuż za nią. Dziewczynka biega po mieszkaniu i robi bałagan, gdy tylko ta posprząta, a mężczyzna stoi w kącie i obserwuje. Nie mogąc poradzić sobie z ciągłym dbaniem o dom, gospodyni nie wytrzymuję i poddaje się, przeistaczając się w atrakcyjnego blond wampa, ubraną w sukienkę z dużym dekoltem i bardzo mocnym makijażem. Nowe wcielenie łączy w sobie trzy postacie; małą dziewczynkę (blond peruka, dzikość), mężczyznę (nieskrępowana seksualność) i gospodynię. Uwolniona od ograniczeń, sama bałagani w domu, a następnie z triumfem na twarzy wychodzi na ulicę.
W 1990 roku magazyn Rolling Stone opublikował listę stu najlepszych wideoklipów, gdzie „Beethoven” zajął 98. miejsce.
„I Need a Man”
Kontynuacja poprzedniego wideo. Lennox w blond peruce wchodzi do pustego klubu i śpiewa prosto do kamery, zachowując się przy tym bardzo nieskrępowanie i prowokacyjnie. Pod koniec wychodzi z klubu do pokoju hotelowego.
„Heaven”
Lennox wychodzi z hotelu. Pokazana jest jadąca kabrioletem, którym kieruje David Stewart, widoczny w przednim lusterku. Zachowuje się przy tym jak celebrytka. Jeździ po ulicach Los Angeles. Późnym wieczorem je sushi i pije koktajl w pokoju hotelowym.
„Shame”
Lennox i Stewart śpiewają do kamery, w stale zmieniającym się animowanym tle, gdzie pokazane są różne kolaże i obrazy. Oboje są półnadzy. Stewart obejmuje Lennox. Klip nie jest związany z główną tematyką.
„Wide-Eyed Girl”
Akcja klipu rozpoczyna się w latach 60. Annie informuje chłopaka o ciąży. Następnie biorą ślub i mają córkę. W klipie pokazane są różne etapy dorastania dziewczynki. Potem Annie, kłóci się z nastoletnią już córką o przyprowadzenie chłopaka do swojej sypialni. Dziewczyna po kłótni wyprowadza się zostawiając matkę samą.
„Do You Want to Break Up?”
Annie Lennox jest przedstawiona jako gospodyni domowa. Wideo sugeruje Oktoberfest; ludzie mają na sobie lederhosen, tańczą i piją piwo. Pod koniec okazuje się, że był to sen głównej bohaterki.
„I’ve Got a Lover (Back in Japan)”
Ujęcia przedstawiające Lennox, jadącą limuzyną i wyglądającą w oknie wieżowca. Klip jest przeplatany fragmentami koncertu z trasy Revenge Tour. Został nagrany głównie w niebiesko–fioletowym odcieniu.
„Put the Blame on Me”
Klip pokazujący Lennox na psychodelicznym fioletowym tle, w międzyczasie robiącą sobie makijaż.
„Savage”
Wideo pokazuje Lennox w prostych ujęciach w zwolnionym tempie podczas sesji fotograficznej. W 1992 roku artystka tworząc teledysk do solowego utworu „Why” z debiutanckiej płyty Diva, wykorzystała ten motyw.
„You Have Placed a Chill in My Heart”
Klip pokazuje Annie ubraną w płaszcz idącą boso przez pustynię z pomalowanymi w ciemnym kolorze oczami, potem jako gospodynię domową robiącą zakupy w suoermarkecie i blond wampa. Pod koniec obejmuje mężczyznę w tle zachodu słońca i nocą.
„I Need You”
Czarno biały film w którym Lennox i Stewart akompaniujący na gitarze, siedzą w klubie pośród ludzi, którzy rozmawiają i nie zwracają na nich uwagi.
„Brand New Day”
Ostatni utwór na płycie jak i kasecie. Annie występuje w nim w białym garniturze, razem z kilkoma młodymi uczennicami w kostiumach teatralnych, które wykonują eurytmię.

### Ciekawostki
Na początku klipu do piosenki „Wide-Eyed Girl” w radiu leci utwór z lat 60, wykonywany przez Eurythmics. Jest on obecny także podczas napisów końcowych.